# 新冠町
新冠町（日语：／ Niikappu chō */?）是位於日本北海道南部的行政區劃，屬日高振興局。轄區主要位於新冠川流域內，約71%的區域被森林覆蓋。西側以厚別川與日高町為界，東北側為日高山脈，西南邊面向太平洋。主要聚落位於新冠川河口東側的沿海地區。當地產業以農業、酪農業和畜牧業為主，並以賽馬繁殖產地著名，在境內設有日高輕種馬共同育成公社。新冠町近年來也一直在推動以唱片和音樂為基礎的城市發展，鎮上的新冠唱片館收藏了超過 100 萬張唱片。
町名源自阿伊努語的「ni-kap」，意思為榆樹的樹皮。
新冠町在北海道中屬於氣候較溫暖的區域，降雪量較少。

## 人口
過去在1970年代時，新冠町內的人口曾超過一萬人，不過之後人口開始外流，目前町內人口僅約五千多人。
| 新冠町人口分布圖 |                                               |  |
| 新冠町與日本全國年齡別人口分布比較圖 （2005年資料） | 新冠町的年齡、男女別人口分布圖 （2005年資料） |  |
| ■紫色是新冠町 ■綠色是全国 | ■藍色是男性 ■紅色是女性                       |  |
| 新冠町人口變化 \| 1970年 \| 9,455人 \| \| \| 1975年 \| 8,214人 \| \| \| 1980年 \| 7,634人 \| \| \| 1985年 \| 7,277人 \| \| \| 1990年 \| 6,947人 \| \| \| 1995年 \| 6,478人 \| \| \| 2000年 \| 6,204人 \| \| \| 2005年 \| 6,034人 \| \| \| 2010年 \| 5,777人 \| \| \| 2015年 \| 5,592人 \| \| \| 2020年 \| 5,309人 \| \| |                                               |  |
| 資料來源：日本總務省統計中心提供之人口普查數據 |                                               |  |
| 1970年 | 9,455人                                       |  |
| 1975年 | 8,214人                                       |  |
| 1980年 | 7,634人                                       |  |
| 1985年 | 7,277人                                       |  |
| 1990年 | 6,947人                                       |  |
| 1995年 | 6,478人                                       |  |
| 2000年 | 6,204人                                       |  |
| 2005年 | 6,034人                                       |  |
| 2010年 | 5,777人                                       |  |
| 2015年 | 5,592人                                       |  |
| 2020年 | 5,309人                                       |  |

## 歷史
1877年北海道的馬匹畜牧美籍顧問艾德溫·敦的規劃下，在本地建立了「新冠牧場」，並大規模的飼養了數百匹的馬。1880年也成功地讓培養出的馬匹至橫濱參加賽馬。
北海道政府於1881年在此設立了高江村外10村戶長役場，負責管理此地的高江村、大狩部村、葉朽村、受乞村、元神部村、比宇村、泊津村、去童村、姊去村、萬揃村、滑若村共十個村落。直到1923年這十個村依據北海道二級町村制合併為高江村，不過當日又立刻更名為新冠村，並成為北海道二級村。1961年新冠村進一步升格改制為新冠町。
2003年新冠町曾與位於東南側的靜內町、三石町規劃合併，並已決定合併後將成為「日高市」，但新冠町最終退出了合併計畫，僅由靜內町和三石町合併為現在的新日高町。

## 交通

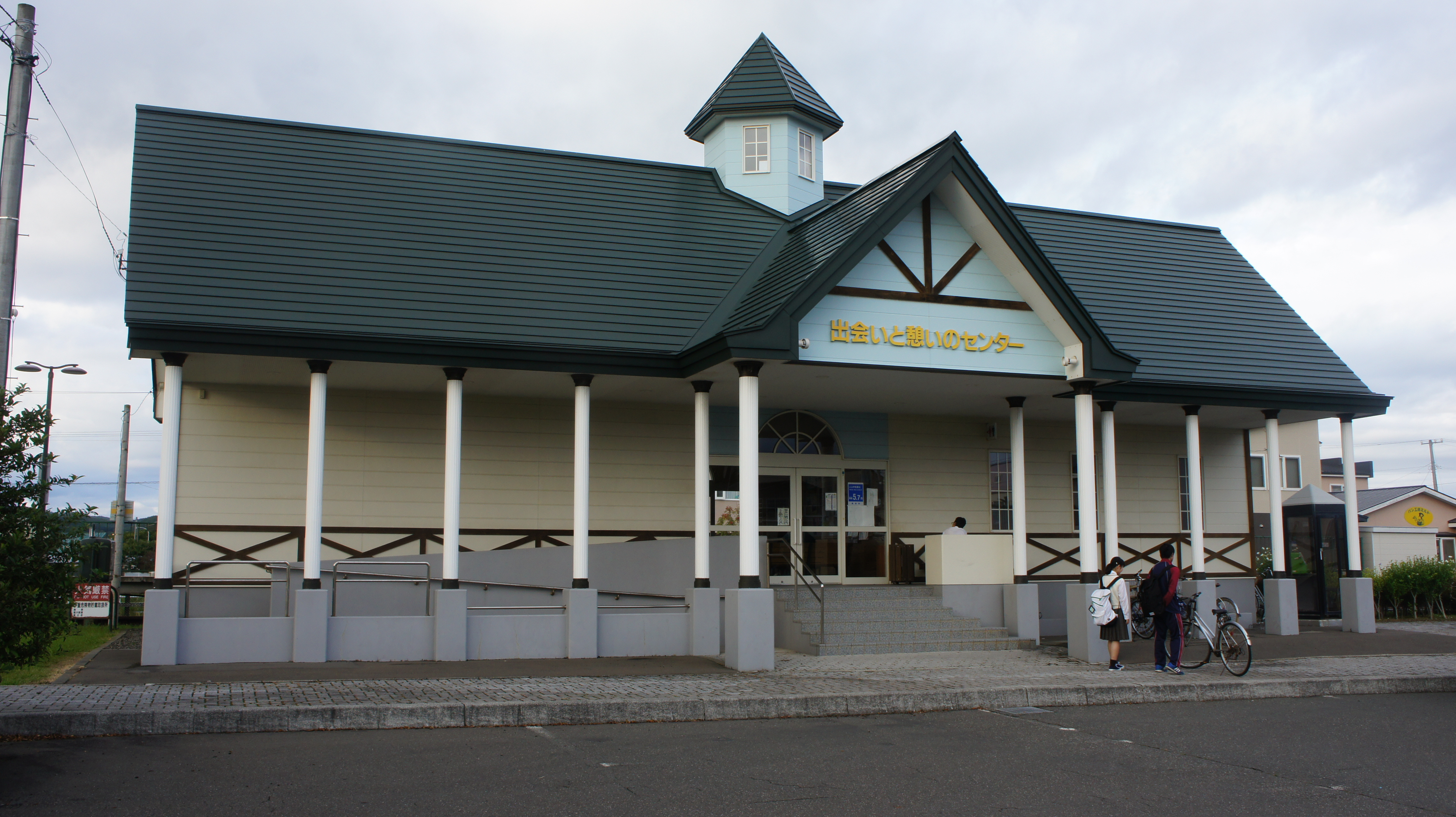
新冠車站

北海道旅客鐵道日高本線沿著海岸線穿過轄內的沿海區域，並在主要市區內設有新冠車站。但2015年日高本線在厚賀車站至大狩部車站之間位於新冠町內的路段，由於路基海岸侵蝕而塌陷，造成日高本線鵡川車站以東的路段全面停駛。經評估由於修復及未來維護的成本過高，在2020年獲得日高本線沿線的行政區劃同意後，日高本線自鵡川車站以東，包含新冠町內的路段在2021年4月1日正式廢除，全面改由JR北海道巴士經營替代客運路線。
目前新冠車站全天各有東西向各八車次的替代巴士通過，自新冠車站前往札幌需利用替代巴士在鵡川車站換乘鐵路，再於苫小牧車站換車，全車約需三個小時。聯外公路則以同樣是沿著海岸線的國道235號為主，日高自動車道目前已通車至轄區西側日高町內的日高厚賀交流道，町內路段也正在施工中，未來也將會在町內開設新冠交流道。目前若開車經由日高自動車道可在約兩小時抵達札幌市，利用道南巴士每日有往返各六車次的城際高速巴士「飛馬號」可在約兩個半小時抵達札幌。另外也有每日往返各一車次的「日高優駿號」可直接前往新千歲機場。町內區域的大眾運輸則是由新冠町社區巴士「旋律號」負責，共有六條路線可自新冠車站通往町內各地區。

### 鐵路
- 北海道旅客鐵道
  - 日高本線：（←日高町） - 大狩部站 - 節婦站 - 新冠站 - （新日高町→）

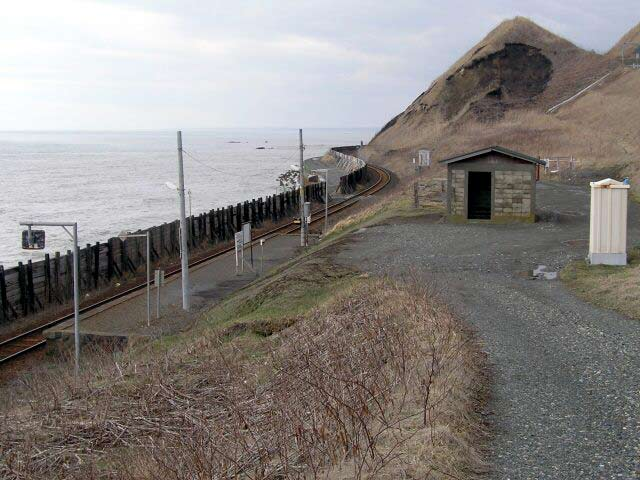
大狩部車站
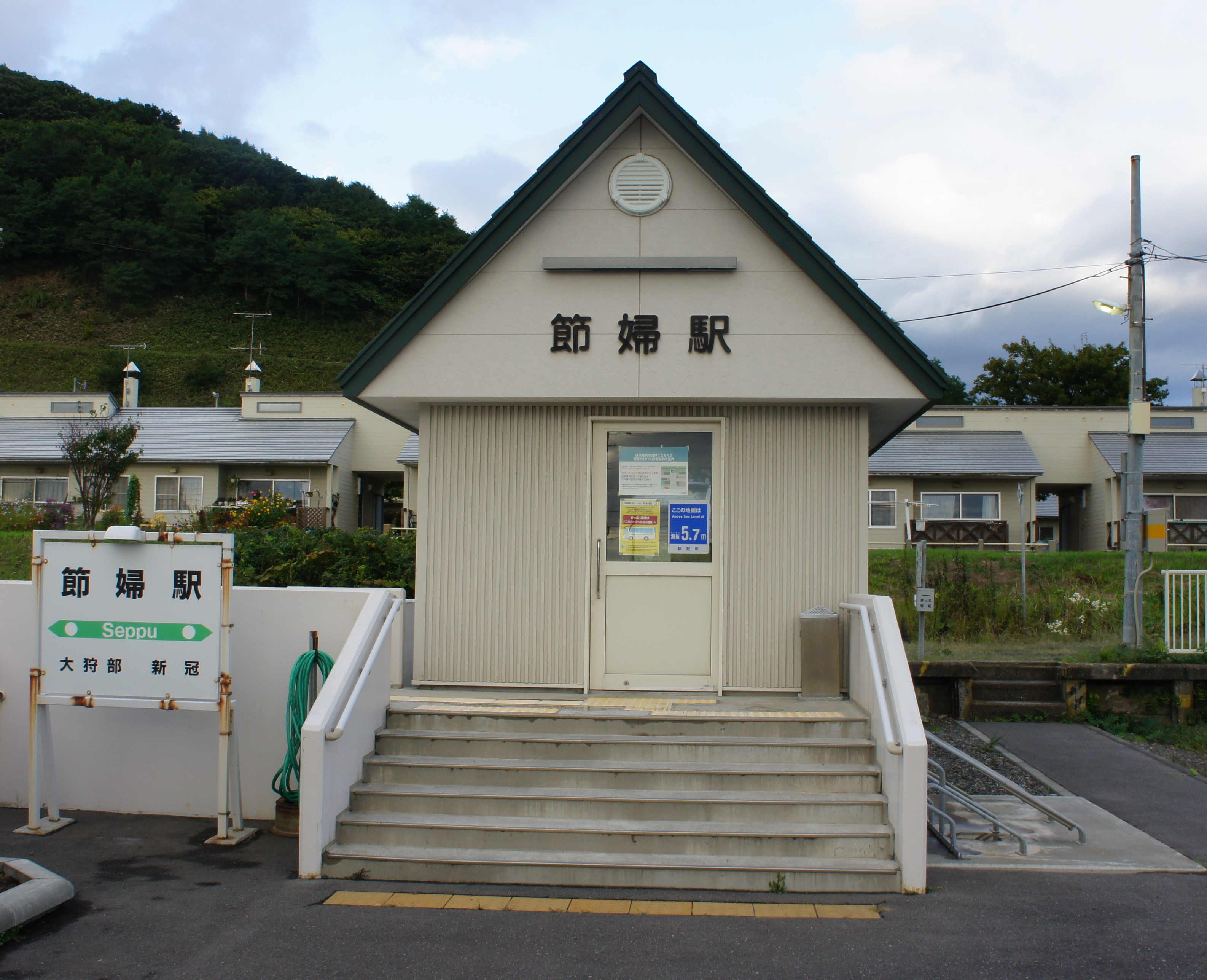
節婦車站

## 觀光資源
由於自19世紀末以來培育賽馬就是新冠町主要的產業，除了有騎馬俱樂部外，1990年代的著名賽馬成田布萊恩即是自新冠町所培育，2000年時在町內甚至為其設立了成田布萊恩紀念館展示出這匹賽馬的相關資料。不過其經營業者在2002年破產後，讓紀念館無法持續運作。2011年後被改設為「優駿紀念館」，並改以賽馬小栗帽為主的資料為主。
新冠町近年來致力以黑膠唱片為地區發展特色的主題，1997年在町內的道之驛純種馬道路新冠旁設立「新冠唱片館」，並開始收集黑膠唱片，至2018年其內收藏的黑膠唱片已超過一百萬件。在道之站旁，也設有溫泉－新冠温泉唱片之湯。在新冠町市區西北方約兩公里處的新冠泥火山就位於國道235號旁，在20世紀以來數次北海道的地震中都會隨之產生泥水噴發現象，現已被列為北海道天然紀念物，但由於位於私人土地內，一般旅客並無法靠近。
在新冠市區西側新冠川對岸的山丘，傳說是過去12世紀時源義經逃亡後的生活地點。由於源義經曾獲得判官之職，因此其住所被稱為「判官館」；在江戶時代末期則曾建有由江戶幕府派設以監督周邊區域及海域的會所。此區域由於仍保有原始的樹林狀態，擁有豐富的植被，在1971年設立為「判官館森林公園」，面積達66公頃，也設有露營場。
在北部靠近山麓的太陽地區有以法國畫家杰拉德·迪·馬西奧作品為主題的「太陽之森迪馬西奧美術館」，其為利用2008年遭到廢校的「太陽小學校」校舍重新規劃，於2010年開始營運，館內也利用小學的舊體育館空間展出全世界最大的油畫，其高度達9公尺、寬度達27公尺。

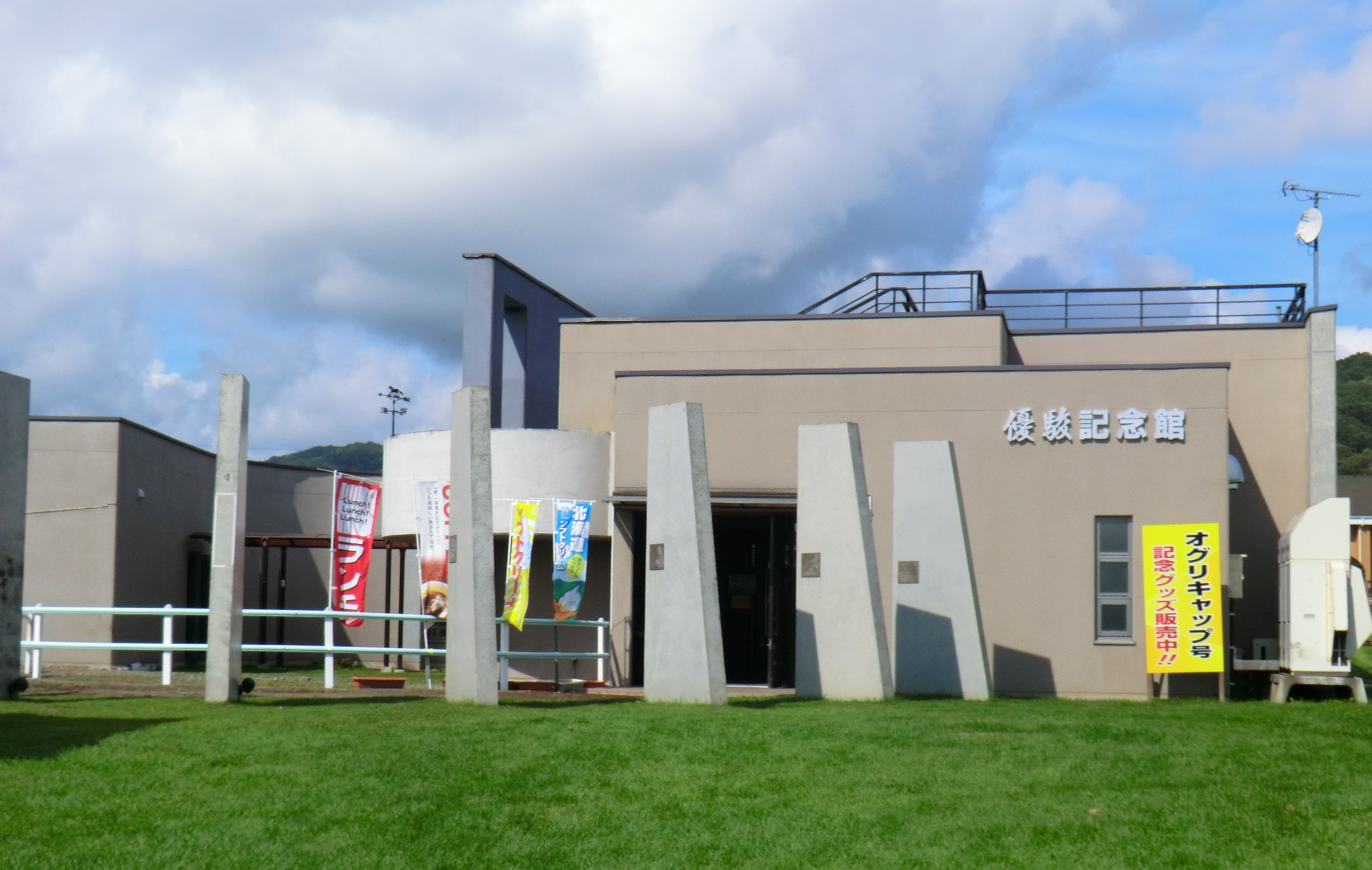
優駿紀念館
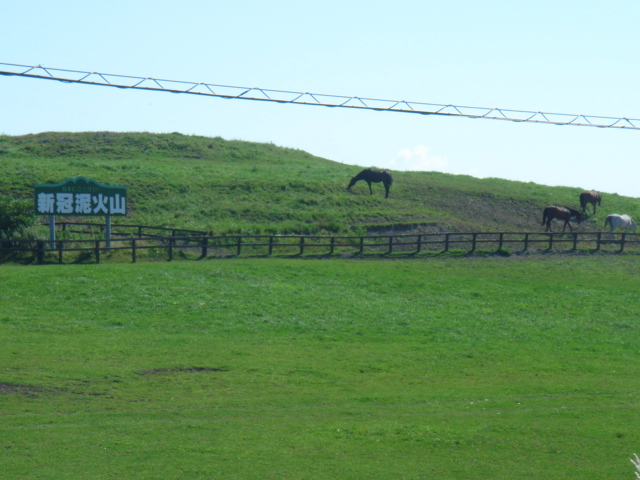
新冠泥火山之一
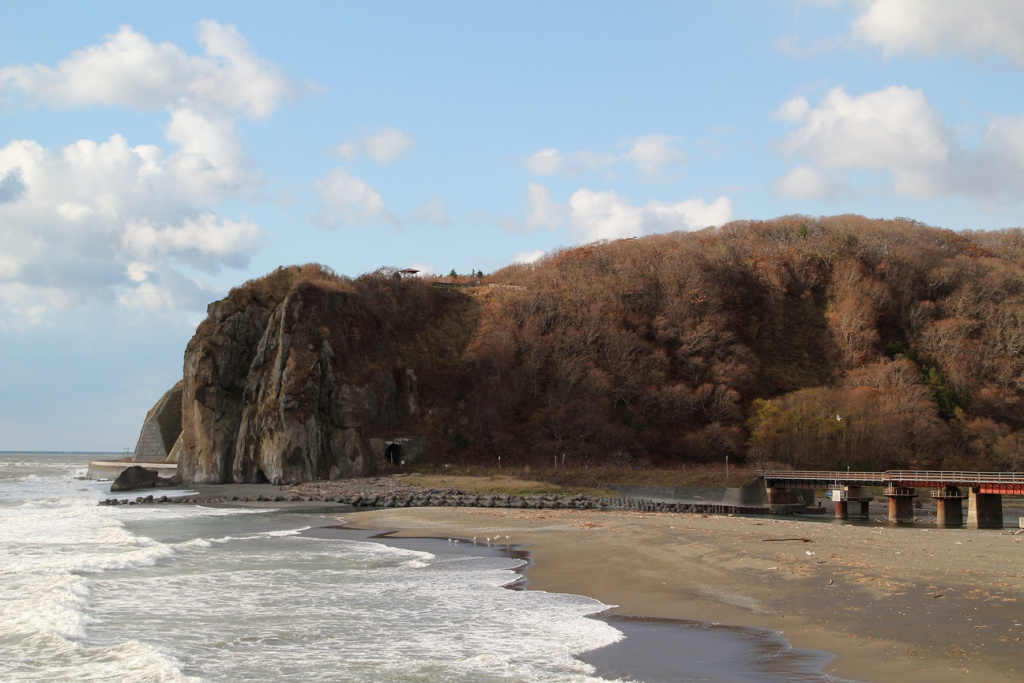
判官館森林公園所在的山丘
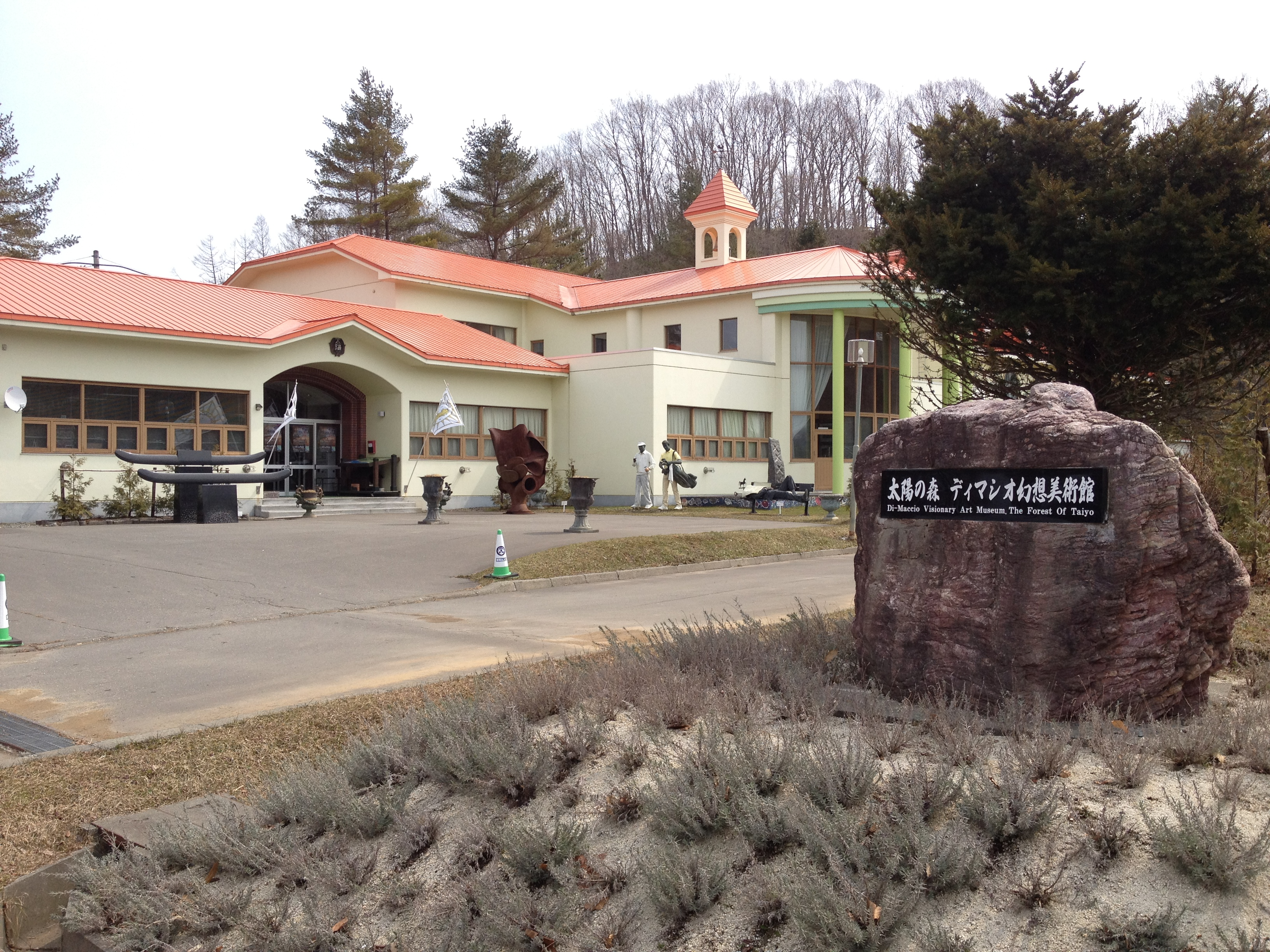
太陽之森迪馬西奧美術館

## 外部連結
- （日語） 新冠町公所的Facebook專頁
- （日語） 新冠町觀光協會 （页面存档备份，存于）